# Série 831 a 836 da CP
A Série 831 a 836, também identificada como Série 830, era um tipo de locomotiva a vapor, utilizada pela Companhia dos Caminhos de Ferro Portugueses.

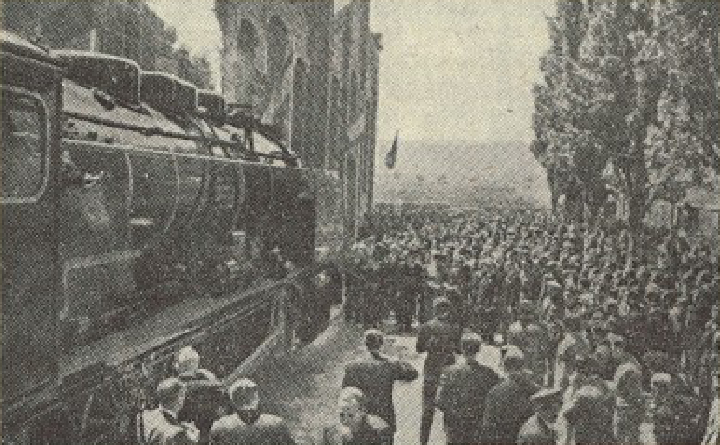
Uma das locomotivas fabricadas pela Maquinista Terrestre y Marítima, sendo apresentada ao Generalíssimo Franco em 24 de Maio de 1947.

## História
Foram encomendadas pela Companhia dos Caminhos de Ferro Portugueses em 1944, tendo sido construídas por três empresas espanholas distintas, e entregues em 1947. Foram as últimas locomotivas a vapor a ser recebidas pela operadora, e as únicas produzidas em Espanha para importação.
Em 24 de Maio de 1947, o chefe de estado espanhol, Generalíssimo Franco, visitou as instalações da companhia La Maquinista Terrestre y Marítima, em San Andrés de Palomar, na cidade de Barcelona, tendo assistido a uma operação de montagem da segunda locomotiva destinada a Portugal. Esta operação consistiu na montagem do bastidor da locomotiva sobre as rodas, e depois o assentamento da caldeira, tendo ambas sido realizadas em apenas vinte minutos, devido às potentes gruas da empresa, e à perícia dos trabalhadores.
Aquando da sua encomenda, estava previsto que formassem a Série 800, e fossem servir nas linhas próprias da C.P., mas foram fornecidas com grande atraso, tendo esta numeração sido já utilizada pela companhia, e já chegado as locomotivas americanas da Série 851 a 872. Assim, foram relegadas para as antigas linhas dos Caminhos de Ferro do Estado, recebendo a numeração de 1801 a 1806 do Sul e Sueste, e 831 a 836 interna da C.P.. A primeira locomotiva, fabricada pela empresa La Maquinista Terrestre y Marítima, ainda chegou a ter provisoriamente o número 801.
Inicialmente, estavam destinadas aos rápidos na região Sul, mas, devido ao seu grande esforço de tracção e ao facto de não atingirem velocidades elevadas, foram principalmente utilizadas em comboios de mercadorias. Também circularam na Linha do Oeste.

## Descrição
Esta série era composta por seis locomotivas a vapor com tender, numeradas de 831 a 836. Integravam-se no tipo 1400 da Maquinista Terrestre y Marítima.

## Ficha técnica

### Características gerais
- Número de unidades construídas: 6[1]
- Ano de entrada ao serviço: 1947[1]
- Tipo de tracção: Vapor[1]
- Fabricante: La Maquinista Terrestre y Marítima[2] e outros[1]